# Károly Szász

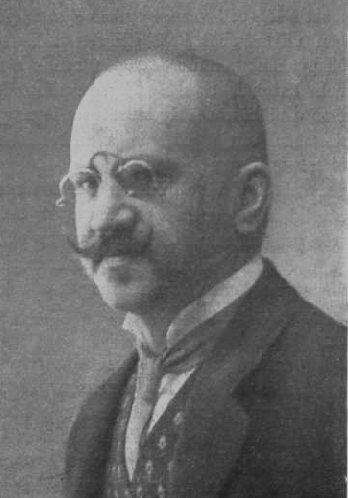
Károly Szász, 1916

Károly Szász von Szemerja (* 11. November 1865 in Szabadszállás, Komitat Pest-Pilis-Solt; † 21. März 1950 in Budapest) war ein ungarischer Politiker, Journalist, Schriftsteller und Präsident des Abgeordnetenhauses.

## Leben
Szász studierte Jura in Budapest und Straßburg und promovierte 1888. Im selben Jahr wurde er im k.u. Ministerium für Kultus und Unterricht Zuständiger für die Hochschulen. Daneben betätigte sich Szász als Schriftsteller und schrieb einige Theaterstücke. Er galt als Kritiker der modernen literarischen Strömungen und der Werke Endre Adys. Von 1910 bis 1918 war Szász als Mitglied der Partei der Arbeit Reichstagsabgeordneter für den Wahlkreis Enying. 1916 wurde er zum Geheimen Rat ernannt und Mitglied der Kisfaludy-Gesellschaft. Nach Rücktritt von Pál Beöthy wurde Szász am 3. Juli 1917 Präsident des Abgeordnetenhauses und übte dieses Amt bis zum 16. November 1918 aus.